# Homosexualidad en el manga y el anime

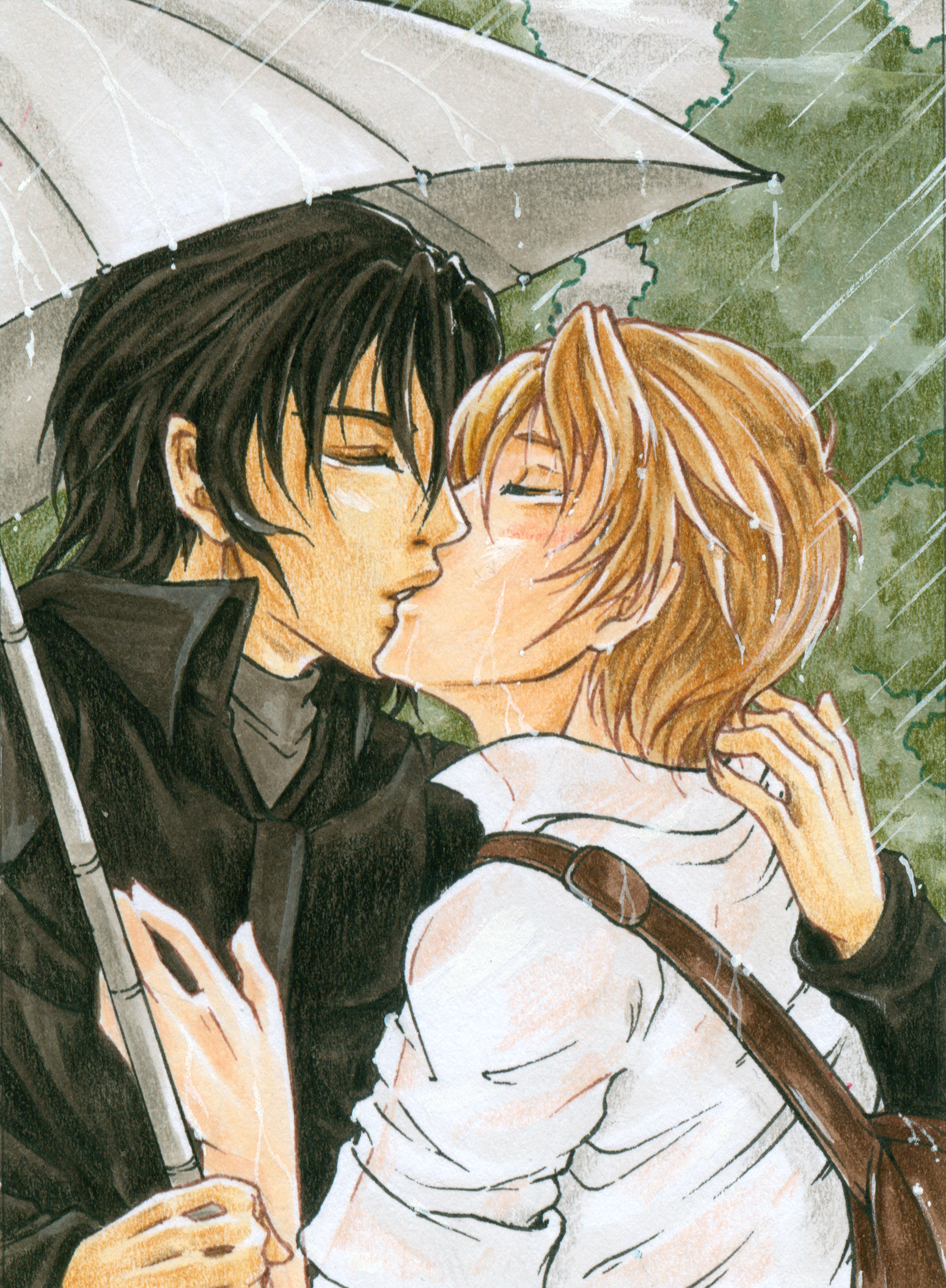
Homosexualidad en el Manga y el Anime

La homosexualidad se ha tratado en el manga y el anime desde hace muchos años en Japón. El tratamiento brindado por la cultura japonesa a los géneros y las relaciones entre estos, ha tomado diversos cursos a través del último milenio, y tanto el manga como el anime reflejan estos cambios. Muchos mangas y animes tienen contenido homosexual entre hombres; están dirigidos principalmente a mujeres y se pueden adquirir generalmente en las librerías en Japón. El contenido homosexual entre mujeres también existe, pero se encuentra mucho menos publicitado.

## Terminología
El término genéricamente empleado es "yaoi", un acrónimo de la frase "Yama nashi, ochi nashi, imi nashi", que significa "sin clímax, sin resolución, sin sentido". Hoy en Japón se utiliza el término "yaoi" puntualmente para escenas de sexo en manga o doujinshi de contenido homosexual masculino, mientras que en occidente, la palabra se asocia a una historia que incluye una relación sentimental de estas características y se liga automáticamente con Japón, sea manga comercial, anime, juegos, fanfiction basados en juegos slash, fanfiction en otras lenguas, fanart, etc.
June se refiere a argumentos que contienen drama y romance homosexual entre personajes (varones) adultos. "BL" ("Boys' Love", "Amor de chicos") se refiere a historias que contienen a personajes más jóvenes o romances menos dramáticos y más ligeros (como alternativa a aquellas historias que tienen mayor contenido sexual). Desde los comienzos de este género en los años '70, han contenido "bed scenes" (beddo shiinu) o "escenas de cama", en donde el sexo homosexual era implícito y las autoras comenzaron a ser más audaces en su representación, no solamente en la atracción homoerótica sino en el hecho sexual consumado. Sandra Buckley apunta que en cierto momento, durante el período de 1970, los cómics para chicas fueron el terreno de prueba para desafiar las leyes de censura, y las escenas de sexo eran de carácter homosexual, no heterosexual. En tando, Judith Butler comenta que parte de la razón del porqué del placer y de la fascinación generados en una actuación travestida se encuentra en el reconocimiento de una contingencia radical en la relación entre sexo y género dentro del aburrimiento de las configuraciones culturales de las unidades causales, que son generalmente asumidas como naturales y necesarias.
Dentro de las grandes columnas demográficas de fanes en Norteamérica y Europa, esta terminología está más o menos condensada dentro de "yaoi" y "shōnen-ai". Siendo yaoi el término usado para referirse a descripciones gráficas de sexo homosexual y/o drama de temas adultos, shōnen-ai es usado para referirse a situaciones románticas con personajes más jóvenes. Cabe destacar que el shōnen-ai está dirigido más hacia las mujeres jóvenes que hacia los hombres homosexuales, y se ha sugerido que su éxito entre ellas se debe a la idealización de una relación equitativa entre ambos miembros de la pareja (pues existe una fuerte división de roles de género en Japón).
Gei-comi ("gay-comics") son cómics de corte homosexual dirigidos a hombres homosexuales. Mientras que en los cómics yaoi generalmente se designa a uno de los miembros de la pareja un rol femenino, en el gei-comi ambos se describen masculinamente y en una relación de iguales.
El contenido lésbico se encuentra menos publicitado, pero existe y es conocido como "Yuri". Yuri es un término mucho más amplio que yaoi, posiblemente debido a la distribución del mismo. De todas formas, los fanes americanos y europeos tienden a usar yuri en referencia a historias lésbicas con escenas gráficas de sexo, y categorizan las puramente románticas como shōjo-ai. Esto frecuentemente crea confusión, ya que en Japón el término shōjo-ai no implica contenido lésbico; sí se usa para describir historias con sexo explícito entre hombres adultos y niñas menores de edad. Otra palabra que se ha hecho recientemente popular en Japón es el equivalente a yuri, "GL" (lo cual se traduce como "Girls' Love","Amor de Chicas", obviamente inspirada en "Boys' Love", "Amor de Chicos"). Fue a principios de 1970 cuando empezó a surgir este tipo de manga, siendo el primero de todos Shiroi Heya no Futari (1971) de Yamagishi Ryohko, una historia sobre una estudiante que comparte habitación en un internado junto a una estudiante "rebelde", y cómo finalmente se enamoran. En 1972 aparecería La Rosa de Versalles, y poco a poco el género se consolidó.
Algunos mangas, que generalmente se dirigen de manera abierta a un público con intereses lascivos, como puede ser el género Hentai, tienen como objetivo directo al mercado homosexual. Sin embargo, son poco comunes y generalmente no se encuentran salvo en tiendas especializadas.

## Material especializado
Más allá de los elementos de carácter homosexual que se encuentren en las obras de manga y anime, existen revistas especializadas en el tema como Yuri Shimai, el hoy difunto JUNE Magazine (publicado por primera vez en 1978), BExBOY y Hug entre otros. 

## Obras en manga y anime
El listado de obras a continuación contienen los subgéneros que se detallan en cada ítem, presentadas en orden cronológico. Algunas de estas historias contienen elementos de otras temáticas LGBT  dentro de la misma obra. 

### Femenino
Dentro de las historias de amor homosexual femenino, tanto en el manga como en anime se fue variando en estilo y forma. La relevancia de la temática se encuentra en el tipo de material, implícitamente homosexual o no, al público al que va dirigido, y en su distintas variantes. 
En el plano de la amistad: (generalmente en el ámbito escolar o laboral, aunque en menor caso) a través de la admiración de una senpai desarrollándose a un interés romántico. (Ej: Yumi, con respecto a Sachiko de Maria-sama ga Miteru) en donde la protagonista puede o no confesar sus sentimientos, y en donde la respuesta de su compañera depende del público al que la serie está dirigido. 
En el redescubrimiento de la identidad sexual: la protagonista se encuentra ante una situación inusual, en donde luego de una serie de hechos, define su orientación (Ej: Natsuki, con respecto a Shizuru en Mai-HiME) tras una serie de autocuestionamientos. 

#### Shojo-ai
- - Shiroi Heya no Futari (1971): una de las historias pioneras en el género. Trazada dentro de los límites del ámbito católico escolar, su trama es sumamente dramática. Se traslucen los sentimientos de la comunidad homosexual frente a la dura crítica social. En la historia, la palabra "lesbiana" representa lo peor de la sociedad, un delito a esconder y un error. Simone defiende su amor hasta las últimas y trágicas consecuencias, mientras que para Resine, todo es una equivocación (incluso intenta salir con chicos para "enmendar su error") hasta que finalmente descubre sus verdaderos sentimientos, pero ya es tarde. Esta historia inicia una seguidilla de "amores imposibles" que se marcan a través de varias series de contenido LGBT, en adelante; historias en cuyo contenido la angustia, el miedo y la presión social son temas recurrentes.
  - La Rosa de Versalles (1972): uno de los manga (y anime) más populares, considerado como un hito en el género yuri.[7] Cuenta la historia de Oscar, una joven que se hace pasar por un oficial en la Francia de María Antonieta.
  - Raqueta de oro (1973): la obsesión de Hiromi Oka por su senpai, la tenista Reika Ryūzaki contiene ciertos elementos que transgreden la relación de amistad: la idealización, la imposibilidad de compararla con otro ser, y la presencia de una figura femenina fuerte e independiente.
  - Oniisama e... (1974): de importante contenido dramático en su trama (drogadicción, suicidio, obsesión, amor enfermizo e incesto), mantiene la línea de "amor imposible" de las historias de los años 70. Nanako es una niña de 16 años que ingresa a una academia exclusiva para mujeres y es incluida en "La Hermandad", junto a otras prestigiosas estudiantes provenientes de familias poderosas, lo que no entiende ya que su origen es común a diferencia de estas últimas. La historia se narra a través de cartas que envía a un antiguo profesor, a quien cariñosamente apoda "hermano" (oniisama). A su ingreso en la institución, se enamora perdidamente de una alumna llamada Rei Asaka, apodada "St. Just" (por Louis de Saint-Just, un revolucionario francés) por su manera caballerosa y su forma varonil de vestirse, lo cual le hace popular entre todas las demás estudiantes. La trama se desarrolla entre las pasiones secretas (y públicas, en algunos casos) de las protagonistas y la tragedia como sello final.
  - Garasu no Kamen (1976): de contenido muy leve, pero presente en un personaje secundario (Aoki Rei), quien es estudiante de actuación y posee una cierta cualidad andrógina que atrae a miembros de su mismo sexo.
  - Iczer (1987): siendo una historia con mayoría de personajes femeninos, contiene relaciones lésbicas sin abarcar lo gráfico. La relación entre Cobalt y Sepia es abierta, sin segundas interpretaciones por el observador.
  - Proyecto A-Ko (1988): en una mezcla de mecha y shōjo, A-ko, B-ko y C-ko viven en Graviton city, que representa a un Japón reconstruido tras la colisión de un gran meteorito. Las relaciones de la serie se basan en un triángulo amoroso entre las protagonistas.[9]
  - Hen (1992): obra compleja, en donde sus personajes redescubren el significado de ser "gay" a través de las protagonistas. Hiroya Oku focaliza el contraste de ambos personajes principales para la resolución de situaciones a través de la trama. Chizuru, la joven con actitud ganadora, frontal, independiente, es heterosexual y utiliza la seducción para obtener favores de sus amantes. Inesperadamente se enamora de una chica común y corriente (Azumi) quien, al comienzo representa un reto para enamorarla. Azumi, con su tranquilidad, compensa la falta de madurez en la toma de decisiones de su contraparte. Los diálogos y los intercambios dramáticos que se producen a través de los malentendidos (y subsecuentes explicaciones) que experimentan, le brindan a esta obra un contenido mucho más profundo. En la misma obra, su situación se refleja en dos personajes masculinos, Suzuki y Satō.
  - Sailor Moon (1992): una de las relaciones yuri que más ha dado que hablar en el mundo del anime y manga ha sido la de Haruka Tenoh y Michiru Kaiou,[10]  hasta el punto de que su relación romántica fue confirmada por la autora de la serie, Naoko Takeuchi.[11] En el manga, Haruka llega a besar a Usagi Tsukino, pero en el anime la relación entre Haruka y Michiru cobra gran protagonismo, siempre en un tono leve e indirecto. En Estados Unidos se llegó a censurar la tercera temporada de Sailor Moon, con diversos cortes estratégicos y la historia de que Haruka y Michiru eran primas (aunque luego no se modificó el episodio que mostraba su primer encuentro). En la película de Sailor Moon R también llama la atención la íntima relación entre Mamoru Chiba y Fiore.
  - Shōjo Kakumei Utena (1996): en el manga el contenido es muy leve (excepto en el volumen especial), mientras que en el anime el personaje de Juri explícitamente se siente atraída por una compañera de instituto.[10] Utena y Himemiya, las protagonistas, mantienen una relación cercana pero abierta a interpretaciones. Sin embargo, en la película, el contenido lésbico aumenta y es más claro, hasta el punto que Utena y Himemiya llegan a besarse varias veces y abrazarse desnudas.
  - Aika (1997): el contenido es leve, ya que la mayor parte de la serie se dedica al fanservice. Las posiciones "accidentales" en las que los personajes femeninos siempre terminan son altamente sexuales, con inclinaciones casi hentai. Pero hay un beso entre dos mujeres, oficiales Delmo que, según la trama, son amantes.
  - Seraphim call (1999): contiene doce episodios de una serie que trata sobre el crecimiento, el convertirse en mujer y en descubrir la sexualidad, incluyendo relaciones casi incestuosas entre hermanas.[12]
  - Noir (2001): como su nombre indica, se basa en el género de la novela negra. Narra las aventuras y complejas relaciones entre tres mujeres enemigas y asesinas de profesión. Los personajes femeninos aquí son fuertes, independientes y sin remordimientos a la hora de matar, pero están marcados por su pasado. La serie es atípica en el sentido de que hasta el mismo final no se sabe qué pareja será la que prevalezca al final, y cuál de las tres morirá. El contenido lésbico es muy leve y abierto a interpretaciones a lo largo de la serie (excepto quizá en el personaje de Chloe), aunque aumenta en los episodios finales (con escena de amor lésbica incluida).
  - Najika (2001)
  - Kiddy Grade (2002)
  - Madlax (2004)
  - Maria-sama ga Miteru (2004): comenzando por el lirio como símbolo del establecimiento educativo, se puede apreciar que su contenido apuntará hacia un tratamiento lésbico en las historias paralelas contenidas en la trama. En las hermandades creadas entre las alumnas se percibe una asociación más íntima que el mero hecho de la amistad, en donde incluso una de ellas (Satō Sei) mantiene una relación romántica con una alumna de primer año, lo que deriva en la intervención de las demás para contener a la primera, luego de que la abandone.
  - Mai-HiME (y sus secuelas Mai-Otome y Mai-Otome Zwei (2004): con cierto contenido ecchi y mucho fanservice la ambigüedad de los personajes en general es obvia e implícita en algunos casos, como Natsuki Kuga y Shizuru Fujino. En Mai-Otome los contenidos lésbicos son directos y presentados sin lectura entre líneas: las guerreras Otome sólo pueden ser mujeres, y para convertirse en tales, se prohíbe mantener relaciones sexuales con miembros del sexo masculino, por lo que la escuela aconseja mantener una "buena relación" con sus senpai, estableciendo una relación de apadrinamiento más fuerte entre las partes. A diferencia de Mai-HiME, Natsuki y Shizuru mantienen una relación lésbica abierta y pública, e incluso algunos personajes demuestran sus sentimientos homosexuales, como en el caso de Erstin Ho y Nina Wang, y de Chie Hallard y Aoi Senoh. En Mai-Otome Zwei, las escenas son más arriesgadas en el capítulo 3 cuando la guerrera Otome Maya Bryce, borracha, desnuda a todas sus compañeras en la piscina con obvias intenciones sexuales.
  - Kannazuki no miko (2004)
  - Yagate Kimi ni Naru (2015), uno de los shojo-ai más exitosos de los últimos años. Yuu Koito, de 15 años, es una chica a la que le encantan las historias de romance en los mangas shojo pero es incapaz de enamorarse realmente. Todo eso comienza a replanteárselo cuando su senpai, Nanami Touko, que tiene un pasado más que complicado, le confiesa sus sentimientos. Cuando Yuu la conoce mejor, decide quedarse a su lado incluso si se enamora de ella en el proceso.

#### Yuri
- - Maya no Souretsu (1972)
  - Christina's blue sky (1972)
  - Paros no ken (1987): esta es probablemente la historia de amor homosexual femenino más destacada de la década de 1970 por la frontalidad con la que aborda el tema. Erminia es una princesa criada como varón, quien debe casarse con un príncipe para impedir que una profecía se cumpla. En un momento se encuentra con una joven de pobres recursos de quien se enamora y es quien finalmente, logra rescatarla de su calvario para huir juntas y vivir la vida que desean, sin compromisos ni presiones establecidas por el reino.
  - Stainless night (1996): sin un argumento muy sólido, la historia se divide en dos partes y contiene futanari y no se centra en una trama muy compleja de romance, si no en las escenas de sexo lésbico entre los personajes.
  - G-taste (1999)
  - Utsukushiki Emono-tachi no Gakuen (2001)
  - Lesbian Byoutou (2003)

##### Yuri como elemento principal
| - 12 Days - Akai Ito - Akatsuki-iro no Senpuku Majo - Aoi Hana - Aoi Shiro - Ameiro Kouchakan Kandan - Anata to Scandal - Blue - Blue Drop - Candy Boy - Chirality - Claudine - Creo The Crimsom Crisis - Devil Lady - El Cazador de la Bruja - Eru Eru Sisters - First Love Sisters - Girl Friend - Girls' Life - Girls' Revolution | - Girl X Girl X Boy - Gokujou drops - Hayate X Blade - Hanjuku Joshi - Haru Natsu Aki Fuyu - Hen - ICE - Iono-sama Fanatics - Indigo Blue - Junsui Adolescence - Kannazuki no Miko - Kashimashi ~Girl Meets Girl~ - Kuchibiru Tameiki Sakurairo - Love My Life - Maka-Maka - Maria-sama ga Miteru - Maya Profession Funeral - Miyuki-chan in Wonderland - Octave(manga) | - Oniisama e... - Pietà - Pixy Gale - Pure Marionation - Ragnarock City - Read or Dream - Revolutionary Girl Utena - R.O.D the TV - Sasameki Koto - Shiroi Heya no Futari - Shōjo Sect - Simoun - Steel Angel Kurumi 2 - Strawberry Panic! - Strawberry Shake Sweet - Stray Little Devil - Tetragrammaton Labyrinth - The Caged Miko and the Whimsical Witch - The Last Uniform - The Sword of Paros | - Voiceful - Yagate Kimi ni Naru - Yami to Bōshi to Hon no Tabibito - Zettai Shoujo Seiiki Amnesian |

##### Yuri como elemento secundario
| - .hack//Sign - Ace o Nerae! - Air Master - Angel/Dust - Azumanga Daioh - Battle Athletes Victory - Binbō Shimai Monogatari - Bubblegum Crisis - Burst Angel - Confidential Confessions - Cosplay Complex - Cutie Honey - Doki Doki School Hours - El-Hazard - Excel Saga - Family Complex - Fight! Iczer One - Futari wa Pretty Cure - Girls Bravo - Godannar | - Hanaukyo Maid Team: La Verite - He is my Master - High School Girls - Ikki Tousen - Kaleido Star - Kaguyahime - Koihime Musō - Kyōshirō to Towa no Sora - Lady Snowblood - Loveless - Madlax - Mahō Shōjo Lyrical Nanoha - Maria-Holic - Mnemosyne - My-HiME - My-Otome - Najica Blitz Tactics - Negima!: Magister Negi Magi - Negima!? - Ninin Ga Shinobuden | - Noir - Otome wa Boku ni Koishiteru - Penguin Musume - Proyecto A-Ko - Puni Puni Poemy - Rakka Ryūsui - Red Garden - Sailor Moon - Seraphim Call - Shattered Angels - Steel Angel Kurumi - Stellvia of the Universe - Stratos 4 - Strawberry Marshmallow - Sukeban Deka - Tactical Roar - Touka Gettan - Ultimate Girls - Uta Kata - Vampire Princess Miyu | - Versailles no Bara - Venus Versus Virus - Yokohama Kaidashi Kikō |

#### Transgénero
- - Princesa caballero (1953): Probablemente una de las historias más antiguas de contenido LGBT en el manga y anime (el manga fue publicado en 1953, mientras que su serie de anime se realiza en 1967). La protagonista principal, la princesa Zafiro, nace con dos corazones, uno azul y uno rosa, tras el descuido de un ángel, causando que Dios lo envíe a la tierra para arreglar su error y enseñar a Zafiro el modo correcto de comportarse con su sexo femenino. Como en la mayoría de los primeras historias de tintes lésbicos, la protagonista finalmente decide su identidad como heterosexual.
  - La rosa de Versalles (1979): la historia se centra en Oscar François de Jarjayes, una niña criada como un hombre para convertirse en el sucesor de su padre como líder de los Guardias del Palacio. Un combatiente brillante con un fuerte sentido de la justicia, Oscar se enorgullece de la vida que lleva, pero se debate entre la lealtad de clase y su deseo de ayudar a los empobrecidos mientras la revolución se cuela entre la clase baja oprimida. También son importantes para la historia sus deseos conflictivos de vivir la vida como una mujer militante y regular, así como sus relaciones con María Antonieta, el Conde Axel von Fersen, y el servidor y mejor amigo André Grandier.
  - Ranma ½ (1989): La historia gira en torno a Ranma Saotome, un joven de 16 años que fue entrenado en las artes marciales desde que era pequeño. Como consecuencia de un accidente durante uno de sus entrenamientos en el que cayó a un foso encantado en las fosas de Jusenkyo, llamado el Estanque de la mujer ahogada, sufre de una maldición que hace que se convierta en mujer cada vez que tiene contacto con el agua fría, y, para poder regresar a su estado natural de hombre, tiene que hacer contacto con el agua caliente. Durante la serie, Ranma intenta librarse de su maldición, mientras que debe lidiar con su compromiso de matrimonio con la adolescente Akane Tendo, el cual fue pactado varios años atrás por los padres de ambos jóvenes.
  - Mazé (1996)
  - Kasimasi (2006): Hazumu, un joven estudiante, muere tras un accidente en el que una nave espacial choca contra la tierra justo encima de él. Para remediar el error, los extraterrestres lo vuelven a la vida pero lamentan no poder devolverlo a su estado original completo, por lo que cambian su sexo, convirtiéndolo en mujer. Su mejor amiga Tomari quien estaba enamorada de su versión masculina debe aceptar el cambio y comienza a sentir atracción por su ahora reciente sexo femenino, mientras que la chica que a Hazumu le gustaba no le interesa su cambio de sexo, tomando su relación lésbica con Hazumu de la manera más normal. Hazumu acepta su condición femenina sin demasiados problemas.

### Masculino
Las obras en su mayoría son escritas y producidas para mujeres, de contenido variado y heterogéneo. 
- Shonen-ai:
  - Tokyo Babylon (1991): la historia se basa en la relación de dos onmyōji de dos familias rivales. Seishirō, incapaz de sentir compasión por los seres humanos, hace una "apuesta" con el pequeño Subaru, dejándolo vivir hasta que cumpla una cierta edad para que pueda él enamorarlo e intentar él a su vez, enamorarse del joven Sumeragi. Si lo logra, perdonará su vida. Si no, lo matará, como lo han hecho ambos clanes (Sumeragi y Sakurazukamori) a través del tiempo. Seishirō se presenta como un simpático veterinario quien abiertamente dice estar enamorado de Subaru, para alegría de su hermana gemela, Hokuto. Sin saberlo, Subaru es protegido por Seishirō para mantenerlo con vida mientras éste realiza sus trabajos de exorcismo. Durante los momentos en que Subaru pierde el conocimiento, los avances de Seishirō son de fuerte carácter homoerótico, dejando ver sus claras intenciones hacia el muchacho. Esta relación se torna autodestructiva y continúa en la obra X.
  - Earthian (1989): Chihaya y Kagetsuya son dos ángeles varones enamorados, nacidos en una sociedad en la que la conducta homosexual está prohibida. Los ángeles del cielo, por razones desconocidas, solo se sienten atraídos por miembros del mismo sexo, pero se ven obligados a casarse simplemente con fines reproductivos. Kagetsuya está en la temporada de apareamiento y tiene que elegir entre establecerse y tener un hijo o ir en contra de lo que le han dicho y buscar una relación prohibida con Chihaya.
  - Kusatta Kyoushi no Houteishiki (1995): Es un chico mayor en el barrio de su infancia, Arisawa Atsushi es la admisión a la escuela secundaria Jogaoka Chasing está también el primer amor del "Ma-chan". Pero no, donde habían reinado sobre todo de enfermería sin recuerdos en el amistoso en el "Ma-chan", y era un maestro del mal patrón del mismo nombre.
  - Kimera (1996): Se centra en un hombre llamado Osamu, que se enamora de un hombre andrógino (en el OVA es hermafrodita) parecido aun vampiro llamado Kimera, retenido por la Fuerza Aérea y perseguido por otros dos vampiros. Un vampiro desea usar Kimera para su hermafrodita la naturaleza como la madre para revivir a su raza moribunda, mientras que otro desea matar a Kimera para salvarlo de un destino que Kimera no deseaba.
  - Please Save My Earth (1993)
  - Lesson XX (1995)
  - The Candidate for Goddess (1997)
  - Lagoon Engine (2001): La historia se basa en las peripecias de dos hermanos, Yen y Jin, cuyo objetivo, debido a que pertenecen a un clan de exorcistas, es derrotar espíritus llamados maga. La forma de poder cumplirlo es averiguando el nombre de dichos maga, ya que en este manga, el poder que contienen las palabras está muy presente; incluso, para salvaguardar su integridad, deben mantener en secreto sus verdaderos nombres. Los enemigos de esta aventura son los llamados Titiriteros enmascarados que han robado 19 libros que contenían magas y cuya motivación es causar el caos con estos. Yen y Jin deberán recuperarlos para impedir que cumplan su objetivo.
  - Thomas no Shinzō (1975): Ambientada en un internado de chicos en Alemania. Un muchacho llamado Thomas se suicida y le escribe una carta a Juli, que Thomas no tiene un amor no correspondido. Llega de transferencia un estudiante llamado Eric, que se parece a Thomas.
  - Monochrome Factor: El joven de 16 años, Akira Nikaido va a la escuela secundaria, pero no piensa mucho en aprender y a menudo se saltea. Sin embargo, él es uno de los mejores estudiantes. Un día se imagina a un joven llamado Shirogane, con quien está conectado por el destino. Akira no cree en esto al principio, pero poco después es atacado junto con Aya Suzuno, una amiga suya, por una misteriosa criatura en la noche. Shirogane la defiende y le dice a Akira que deben luchar juntos contra estos monstruos de sombras, ya que el equilibrio entre el mundo de los humanos y el de las sombras se ve alterado. Akira tiene que ser un Shin una y otra versé una sombra y lucha por la restauración del equilibrio.
  - Loveless: En su primer día en su nueva escuela, Ritsuka Aoyagi, entonces de doce años, conoce a un misterioso muchacho de veinte años llamado Soubi Agatsuma. Soubi dice ser un buen amigo del hermano de Ritsuka, Seimei, que fue asesinado dos años antes. Tras la inspección de los archivos informáticos abandonados de Seimei, Ritsuka descubre que una organización llamada 'Septimal Moon' fue responsable de la muerte de Seimei. Como Ritsuka descubre rápidamente, Seimei y Soubi actuaron como un par involucrado en batallas de hechizos invocadas por palabras cuidadosamente seleccionadas. Ahora Soubi es el 'sentouki' de Ritsuka, o Unidad de Caza, y Ritsuka es su 'Sacrificio'. Juntos desafían a Septimal Moon a descubrir la verdad detrás del asesinato de Seimei y la razón de la amnesia de Ritsuka, y forman un vínculo íntimo a medida que desentrañan el misterio.
  - Fake (1998): Dee Laytner y Randy "Ryo" Maclane son dos policías que luchan y resuelven crímenes en la ciudad de Nueva York. Dee tiene una gran cantidad de interés romántico en Ryo, pero Ryo no está seguro de sus propios sentimientos hacia su pareja o qué pensar que otro hombre lo golpee. Es una desgracia y un momento incómodo para el siguiente, ya que los dos tratan de resolver su relación y sus sentimientos, sin dejar de mantenerse al día con sus trabajos.
  - Dōkyūsei: Hikaru Kusakabe y Rihito Sajō son compañeros de instituto con nada en común. Kusakabe es un joven de carácter inquieto y despreocupado, toca la guitarra en un grupo de rock y no se muestra muy acongojado acerca de su futuro. En cambio, Sajō es un estudiante modelo y sombrío que no parece encajar del todo en el instituto. Un día, Kusakabe se da cuenta de que Sajō no canta en los ensayos del coro debido a su falta de oído musical, por lo que se ofrece a sí mismo para darle lecciones de música. Entre refrescos compartidos bajo el sol de verano, nace entre ellos un amor de adolescencia que crecerá con el devenir de las estaciones. Ambos posteriormente se encaminarán hacia el final de sus días de instituto y el comienzo de la vida adulta.
  - Antique Bakery: Cuatro hombres se unen para montar un café llamado Antique donde se celebran los pequeños placeres de la vida, tales como los pasteles. Tachibana, el propietario/administrador de Antique, abre la pastelería con la asistencia financiera de su familia acomodada, a pesar de que él no tiene mucho gusto por los dulces. Yuusuke es un talentoso chef pastelero armado con un encanto seductor, Chikage es un amigo de la infancia de Tachibana que tiene un tipo de relación con Yuusuke y Eiji es un joven boxeador cuya jubilación forzosa de los rings lo lleva a una nueva carrera como aprendiz de pastelero.
  - Zetsuai 1989 (1989): Koji Nanjo, una joven estrella de rock, se enamora del futbolista Takuto Izumi. Koji finalmente se entera de que la madre de Izumi mató a su padre por un amor severo e intenso. Izumi tomó toda la culpa por el asesinato de su padre y se niega a ser profesional por temor a que su pasado sea descubierto por los medios. Izumi detesta la compañía y aliento de Koji y no le gusta mucho la atención de la prensa, pero Koji no puede mantenerse alejado porque pronto se da cuenta de que su amor por Izumi es muy similar al amor que la madre de Izumi siente por su padre.

- Yaoi:
  - Kaze to Ki no Uta (1976): Es 1880 en la escuela de todos los niños, Laconblade Academy en Francia. Serge Battour es un nuevo y alegre estudiante que trata de encajar con el resto del cuerpo estudiantil, a pesar del tabú de su herencia gitana, evidenciado por su piel oscura. Sin embargo, su compañero de cuarto Gilbert Cocteau, conocido por acostarse con alguien en la escuela para manipular en su beneficio, no está ayudando a la situación, especialmente cuando tiene como objetivo personal provocar la caída de Serge. Los dos niños pueden destruirse o acercarse.
  - Zetsuai 1989 (Bronze) (1991): esta historia es la continuación de Zetsuai 1989.
  - Ai no Kusabi (1992): La historia está ambientada en un entorno de ciencia ficción, en un mundo distópico controlado por una inteligencia artificial llamada Júpiter y sus creaciones, las élites, los androides que se subdividen en diferentes castas de poder por el color del cabello. Un día, un "Blondie" de clase alta llamado Iason Mink conoce a un mestizo llamado Riki y decide convertirlo en su "mascota", un esclavo sexual. A partir de ese momento, Iason comenzó a sentir sentimientos prohibidos por Riki. El centro de los eventos es, de hecho, la relación homosexual entre Riki e Iason en un mundo detallado que destaca cuestiones como la esclavitud, la marginación social y la deshumanización.
  - Boku no Sexual Harassment (1992): Junya Mochizuki es un joven hombre de negocios que trabaja como oficinista. Mochizuki atrae fácilmente la atención de hombres y mujeres en su compañía, siendo el primero de los cuales su jefe, Kazunori Honma, quien le aborda y comienza a acariciarlo. Honma le dice que Mochizuki debe esperar hacer ese tipo de "cosas" para así poder subir de posición y convertirse en un hombre de negocios exitoso. Mochizuki luego comienza a acostarse con otros hombres y a realizar favores sexuales para subir su posición en la compañía de computadoras para la que trabaja. Honma, a su vez, se convierte en su amante.
  - Kizuna (1994): Kei Enjouji se enamora del prodigio del kendo Ranmaru Samejima al conocerse en la escuela, desde ese momento Enjouji busca a toda costa enamorar a Ranmaru, la relación crece desde ser solamente amigos hasta construir un fuerte lazo amoroso. En la historia se revela la identidad de la familia de Enjouji pero esto no impide la relación romántica entre los muchachos; posteriormente Ranmaru sufre un accidente que lo obliga a depender de su novio, sorteando juntos todas las adversidades. A pesar de no querer tener nada que ver con la actividad de su familia, Enjouji es arrastrado por varias situaciones problemáticas.
  - Level C (1995): Mizuki Shinohara es un modelo masculina de moda adolescente que vive solo en un apartamento muy lindo y todavía está en la escuela secundaria. Un hombre de negocios llamado Kazuomi Honjou acababa de romper con su novia y había sido expulsado de su casa dejándolo sin hogar y sin tener otro lugar a donde ir, luego se dirige a buscar a alguien nuevo con quien vivir y ve a Mizuki en la calle. Kazuomi piensa que Mizuki es lindo y le pide quedarse con él a cambio de un gran sexo placentero. Mizuki cree que está bromeando hasta que están en su departamento más tarde esa noche y Kazuomi cumple su promesa.
  - Seikimatsu Darling (1996): Otaka, un hombre agradable y trabajador, tiene un solo problema... Su amor por Takasugi, otro hombre. Pero al decirle a Takasugi sobre sus sentimientos, el problema debería desaparecer. Sin embargo, surge otro problema, Takasugi cree que sus sentimientos son muy parecidos y que, por lo tanto, no pueden estar juntos. Pero quién sabe qué puede pasar cuando dos hombres enamorados se van de vacaciones juntos, ambos decididos a ganar el juego de la seducción.
  - Fujimi Block n.º 2 Symphony Orchestra (1997): el profesor de música de la escuela secundaria, Morimura Yuuki, es el concertista y primer violinista de la orquesta amateur, la Orquesta Fujimi. Sorprendentemente, un joven conductor llamado Tonoin Kei (conocido como un genio musical) se une a esta pequeña orquesta para dirigir. A pesar de que Tonoin es un director estricto, todos los miembros lo adoran por las mejoras notables en sus actuaciones y pronto Yuuki siente que sus esfuerzos por la orquesta han sido infructuosos. Yuuki pronto llega a la conclusión de que a su enamorada de 3 años le gusta Tonoin, y él decide dejarla y abandonar la orquesta. Tonoin se niega a dejarlo renunciar, confesando que ama a Yuuki, lo que revela que es gay. La confesión de amor de Tonoin confunde a Yuuki y conduce a un malentendido muy horrible.
  - Gravitation (1999 de OVAS y 2000-2001): La historia gira en torno a Shūichi Shindō, un joven que sueña con convertirse en un gran cantante junto a su mejor amigo, Hiroshi Nakano, con quien toca en una banda llamada Bad Luck. Shūichi desea ser la próxima gran estrella de Japón y seguir los pasos de su ídolo, Ryūichi Sakuma, vocalista del legendario grupo Nittle Grasper. Una noche, mientras Shūichi busca la letra adecuada para una canción que está componiendo, se cruza con un desconocido que recoge el papel en el que estaba escribiendo su canción cuando fue soplado por el viento. El extraño crítica duramente el trabajo de Shūichi y lo califica como basura, lo que afecta profundamente a este último. A pesar de su cólera, queda intrigado por el sujeto, quien resultó ser el famoso novelista de historias de romance, Eiri Yuki.
  - Papa to Kiss in the Dark (2005): Mira Munakata es un joven que está enamorado de su padre, el famoso actor de Hollywood, Kyōsuke Munakata. Es desconocido para el público que, además de ser padre e hijo, ambos son amantes. Cuando Mira cumple quince años comienza a asistir a la preparatoria, lugar donde se reencuentra con un viejo amigo de la infancia, Kazuki Hiro, el cual tiene sentimientos amorosos hacia él. Además, durante ese tiempo, Mira se entera de que en realidad es adoptado y deberá enfrentarse a algunos problemas y ganarse el amor de Kyōsuke, debido a que circulan rumores de que este va a casarse con la actriz Mitsuki Utsunomiya.
  - Okane ga Nai (2007): Yukiya Ayase es una estudiante universitaria de dieciocho años. Su único pariente, su primo Tetsuo, lo vendió en una subasta al mejor postor para pagar sus deudas. El rico Somuku Kanou, a quien Ayase parece conocer desde la antigüedad, da la mejor oferta y sugiere que Ayase puede comprar libremente ofreciendo su cuerpo.
  - Maiden Rose (2009): La historia transcurre en un momento imaginario ficticio entre el comienzo y el final de la Primera Guerra Mundial. Klaus von Wolfstadt, perteneciente a una de las grandes naciones de la Alianza Occidental, dejó su país y abandonar su deber como soldado con el fin de ser un caballero de Taki Reizen y poder así estar siempre cerca, pero el país es un aliado de Taki a un enemigo de Occidente. La historia sigue su relación de amor y cómo evoluciona a partir de un sentimiento generalizado de amistad, que termina con la posibilidad de fluir hacia el odio abierto.
  - Koisuru Bōkun (2010): Ser un estudiante universitario es bastante difícil cuando no tienes un enamoramiento secreto sobre un estudiante de último año; Tetsuhiro Morinaga oculta su deseo por el tiránico y exigente Souichi Tatsumi. Usando sus mejores características aparentes, Tetsuhiro intenta manipular su camino a través de la muralla de homofobia de Souichi, constantemente haciendo alarde de sí mismo frente a Souichi. Al no tener suerte en absoluto, Tetsuhiro se da a medias a la derrota, hasta que un día su sueño se vuelve realidad cuando sus años de devoción por Tatsumi finalmente dan sus frutos.
  - Yebisu Celebrities: Cuando Haruka Fujinami comienza su trabajo en Yebisu Graphics, siente una aversión inmediata hacia su tiránico jefe, el Sr. Daijou. A Haruka se le asignan las tareas más humildes imaginables y también está sujeto a los abusos verbales de Daijou, pero, curiosamente, se da cuenta de que su atracción por su jefe aumenta con cada nueva humillación. ¿Haruka finalmente se enfrentará a Daijou y se reafirmará a sí mismo, o entregará por completo su cuerpo y su alma al extraño alto y oscuro?
  - Haru wo Daiteita: La vida refleja el arte de Iwaki y Katou, dos estrellas de cine adultas que están considerando retirarse de sus sórdidas carreras. Sin embargo, cuando los invitan a una audición para una nueva película erótica, se dan cuenta de que esta puede ser su última oportunidad de lograr el éxito principal. Desafortunadamente, las cosas se agitan rápidamente cuando el director les pide que se amen entre sí y determinen quién tendrá el papel principal. Lo que sigue es romance y sexo apasionado que alterará sus carreras.
  - Sex Pistols: Norio es un niño normal hasta el día en que tiene un accidente que casi lo lleva a la muerte. Desde su despertar en el hospital ve a la gente en forma de animales, sobre todo monos, que en el tren de empezar a acosar sexualmente hasta que, mientras que se escapa, se cae por las escaleras de una persona llamada Kunimasa Madarame, descendiente de la familia después de Madarame. Olfateó por un rato la puerta del baño de la estación y comenzó un acto sexual que afortunadamente no se completó para Norio. El día después de que Kunimasa aparece en la casa de Norio, se presenta a sí mismo como un senpai que tiene que devolverle un objeto y explica lo que está sucediendo.
  - Hey, Class President!: Yūzō Kokusai es el presidente del consejo estudiantil, un joven extremadamente encantador, apuesto y seductor. Yasuhiro Chiga, el vicepresidente del consejo, se siente atraído por los encantos de Kokusai, aunque continuamente se cuestiona como alguien tan inteligente como él pudo haberse enamorado de un chico como Kokusai.
  - Tight Rope: Ryūnosuke Ōhara es el único hijo de un jefe yakuza que es presionado para aceptar su puesto como el "quinto heredero" debido a la enfermedad de su padre. Sin embargo, las prioridades de Ryū son muy concretas y no tiene deseo alguno de aceptar el cargo. En su lugar, prefiere centrar su atención en Naoki Satoya, su mejor amigo de la infancia y también su gran amor. Ryū no está dispuesto a arriesgar su futura relación y matrimonio con Nao -como a este le gusta decir- por ser el jefe de una familia yakuza.
  - Love Stage!!: A diferencia de sus famosos padres, padre que es cantante, madre actriz y hermano mayor Shougo, vocalista principal de una exitosa banda de rock, Izumi Sena es un otaku introvertido. Como estudiante de primer año en la universidad, quiere convertirse en un mangaka para hacer manga, como su favorita "Magical Girl LalaLulu". Su vida se pone patas arriba cuando se ve obligado a hacer un comercial de televisión con un famoso actor, Ichijou Ryouma, con quien coprotagonizó un proyecto adolescente hace diez años.
  - Sex Therapist: Kain es un misterioso y apuesto hombre que además de trabajar como barman en un bar homónimo, se dedica a oficiar como terapista sexual para aquellas personas que se encuentran confundidas acerca de su vida amorosa o se sientan deprimidas con respecto a la persona que aman. Pero Kain no es un terapista común y corriente; al parecer, es dueño de ciertos poderes sobrenaturales que le permiten tomar la apariencia de la persona que su cliente ame o desee.

### Shotacon
- Boku no Pico (2006)
- Shōnen Maid Kuro-kun (2010)

### Transgénero
- Sei Michaela Gakuen Hyouriyuuki (1994)
- I, My, Me! Strawberry eggs (2001): El Hibiki Amawa, un joven que busca trabajo como profesor de educación física, necesita dinero para pagar el alquiler de la habitación, porque si no la Lulú, la dueña de la casa Gochisou, lo acabará haciendo fuera. El Hibiki confía en que sus problemas económicos se solucionarán pronto, pero se equivoca. El único colegio que tiene un lugar para él es el Seito Sannomiya, pero solo admite profesoras. La directora está convencida de que los hombres no pueden ser buenos profesores porque no saben dar amor y confianza. Ofendido, el Hibiki lo toma como un reto personal y se disfraza de mujer para conseguir el trabajo, gracias a la ayuda de Lulú, que había sido una gran científica. A partir de entonces, comenzarán sus problemas para proteger su identidad real, y se empeorará más cuando la Fuko, una de sus alumnos, comience a enamorarse de él sin saber que es un hombre.